# Filosofía postanalítica
La filosofía postanalítica describe una separación del movimiento filosófico principal de la filosofía analítica, que es la escuela predominante de pensamiento en los países anglohablantes. La filosofía postanalítica se deriva fundamentalmente del pensamiento contemporáneo estadounidense, especialmente de los trabajos de los filósofos Richard Rorty, Donald Davidson, Hilary Putnam y Willard van Orman Quine. El término está íntimamente asociado con el movimiento mucho más amplio del pragmatismo contemporáneo, el cual, vagamente definido, defiende una separación de la verdad objetiva con un énfasis en la convención, utilidad y el progreso social.

## Características
El término filosofía postanalítica ha sido usado en un sentido vagamente descriptivo y no en el sentido de un movimiento filosófico concreto. Muchos filósofos postanalíticos escriben con una vena analítica y sobre temas tradicionalmente analíticos. En una entrevista conducida por Wayne Hudson y Win van Reijen, Richard Rorty declaró: 

Creo que la filosofía analítica puede mantener sus métodos altamente profesionales, la insistencia en los detalles y la mecánica y abandonar su proyecto transcendental. No salgo a criticar a la filosofía analítica como un estilo. Creo que los años de superprofesionalismo fueron benéficos.

Rorty encapsula el objetivo esencial de la filosofía analítica en que no es intrínsecamente opuesta a la filosofía analítica o a sus métodos, sino solo a sus aspiraciones últimas. La filosofía postanalítica también puede ser conocida como postfilosofía, un término que enfatiza que la filosofía ya no cumple el papel que antes solía ocupar en la sociedad y que este rol ha sido reemplazado por otros medios.